# Kurandoptera purpura
Kurandoptera purpura is een rechtvleugelig insect uit de familie sabelsprinkhanen (Tettigoniidae). De wetenschappelijke naam van deze soort is voor het eerst geldig gepubliceerd in 2008 door Rentz, Su & Ueshima.